# 圣洛伦佐伊松蒂诺
圣洛伦佐伊松蒂诺（義大利語：San Lorenzo Isontino），是意大利戈里齐亚省的一个市镇。总面积4平方公里，人口1571人，人口密度392.8人/平方公里（2009年）。ISTAT代码为031020。